# Funicular do Vale dos Caídos

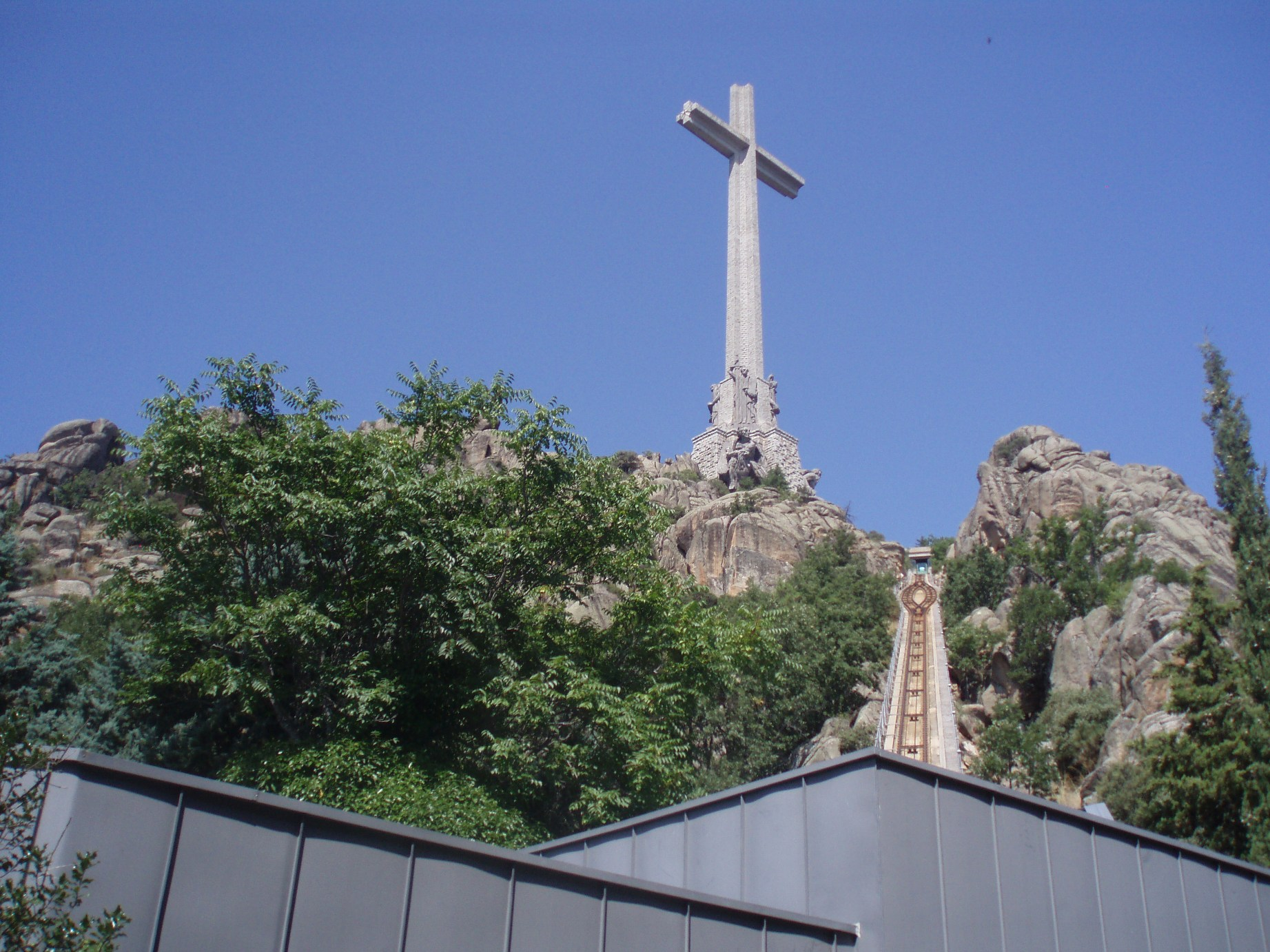

O Funicular do Vale dos Caídos está situado no Valle de los Caídos, a cerca de 40 km de Madrid, no município de San Lorenzo de El Escorial Espanha, ligando a basílica à cruz monumental.

## História
Foi construído em 1975. Em 1999 o serviço foi suspenso para renovação. Em 2004 voltou a funcionar.
Desde 2009 o funicular encontra-se desactivado devido à existência do risco de derrocadas (Atualizado em Setembro de 2019).

## Características técnicas
É funicular de via única de Bitola métrica, tem um comprimento de 272,41 metros, com desnível de 120,55 metros.
| Tempo de viagem          | 3 min          |
| Comprimento              | 272,41 m       |
| Desnível                 | 120,55 m       |
| Inclinação máxima        | 28%            |
| Capacidade por carruagem | 40 passageiros |